# Ephedra aspera
Ephedra aspera es una especie de planta fanerógama de la familia de las efedráceas. Es originaria de Norteamérica. 

## Descripción
Ephedra aspera es un arbusto que alcanza un tamaño de hasta 1,5 m de altura, de tallos quebradizos, ásperos y de color azul blanquecino. Las hojas son alargadas y las flores están presentes en grupos en forma de cono y son de color rojo-café.

## Distribución y hábitat
Originaria de América boreal y occidental. Habita en climas cálido y semiseco entre los 200 y los 1100 m s. n. m. Planta silvestre, asociada a vegetación perturbada de bosque tropical caducifolio y matorral xerófilo.

## Toxicidad
Las partes aéreas de algunas especies del género Ephedra pueden contener alcaloides, tales como la efedrina y la pseudoefedrina, cuya ingestión puede suponer un riesgo para la salud.
El consumo de efedra puede provocar convulsiones, accidente cerebrovascular, ataque al corazón y la muerte. Los riesgos de efectos adversos aumentan con la dosis, si se utiliza coincidiendo con actividades físicas intensas o en combinación con otros estimulantes, incluida la cafeína. Puede causar interacciones con otros fármacos. Está contraindicada en menores de 18 años, mujeres embarazadas y durante la lactancia.
Las evidencias de los riesgos potenciales del consumo de efedra han ido en aumento durante años. Un caso famoso, que sensibilizó a la opinión pública, fue el del jugador profesional de béisbol Steve Bechler, de 23 años, que en 2003 falleció durante un entrenamiento, horas después de haber ingerido un suplemento que contenía altas dosis de efedra. El informe toxicológico concluyó que la efedra "jugó un papel significativo" en su muerte.
En 2004, la Agencia de Drogas y Alimentos de Estados Unidos (FDA o USFDA, por sus siglas en inglés), prohibió la venta de suplementos dietéticos que contengan alcaloides de la efedra. Otros países se han sumado a esta prohibición, tales como los Países Bajos y Argentina.

## Usos
El extracto de efedra se utiliza en la medicina alternativa para tratar el asma y otras enfermedades respiratorias. En los Estados Unidos se vendió como adelgazante y para mejorar el rendimiento deportivo. Datos estadístico de 1999 señalaban que la efedra era usada por unos 12 millones de personas.
Un reciente metaanálisis de ensayos controlados concluyó que los efectos sobre la pérdida peso a corto plazo son modestos, y desconocidos a largo plazo. Por otro lado, no se pudo precisar la influencia sobre el rendimiento atlético, debido a la insuficiencia de evidencias.
Debido a sus efectos adversos, no es aconsejable utilizar la planta de efedra de forma casera.

## Taxonomía
Ephedra aspera fue descrita por Engelm. ex S.Wats. y publicado en Proceedings of the American Academy of Arts and Sciences 18: 157. 1883.
Etimología
Ephedra: nombre genérico que proviene del griego antiguo: éphedra = "asentada sobre" // según Dioscórides, sinónimo de hippuris = equiseto // en Plinio el Viejo, una planta trepadora afila.
aspera: epíteto latíno que significa "rugosa, áspera".
Sinónimos
- Ephedra nevadensis var. aspera (Engelm. ex S.Watson) L.D.Benson
- Ephedra peninsularis I.M.Johnst.
- Ephedra reedii Cory[8]